# Iryna Somer
Iryna Somer (em ucraniano:  Ірина Сомер, nascida em 9 de abril de 1970) é uma jornalista ucraniana especializada em questões internacionais, principalmente na União Europeia e na NATO. Também é conhecida na Ucrânia como Iryna Khokhlova.

## Prémios
Por decreto do Presidente Poroshenko em 2017, pela sua contribuição pessoal para a implementação da aspiração euro-atlântica da Ucrânia, para a introdução de um regime de isenção de visto com a UE, por muitos anos de trabalho frutífero e alto profissionalismo, ela foi premiada com a Ordem do Mérito, 3º grau.